# Kobełka (przystanek kolejowy)
Kobełka (biał. Кабёлка; ros. Кобёлка) – przystanek kolejowy w miejscowości Kobełka, w rejonie brzeskim, w obwodzie brzeskim, na Białorusi.